# Habous (Casablanca)
Pour l’article homonyme, voir Habous.

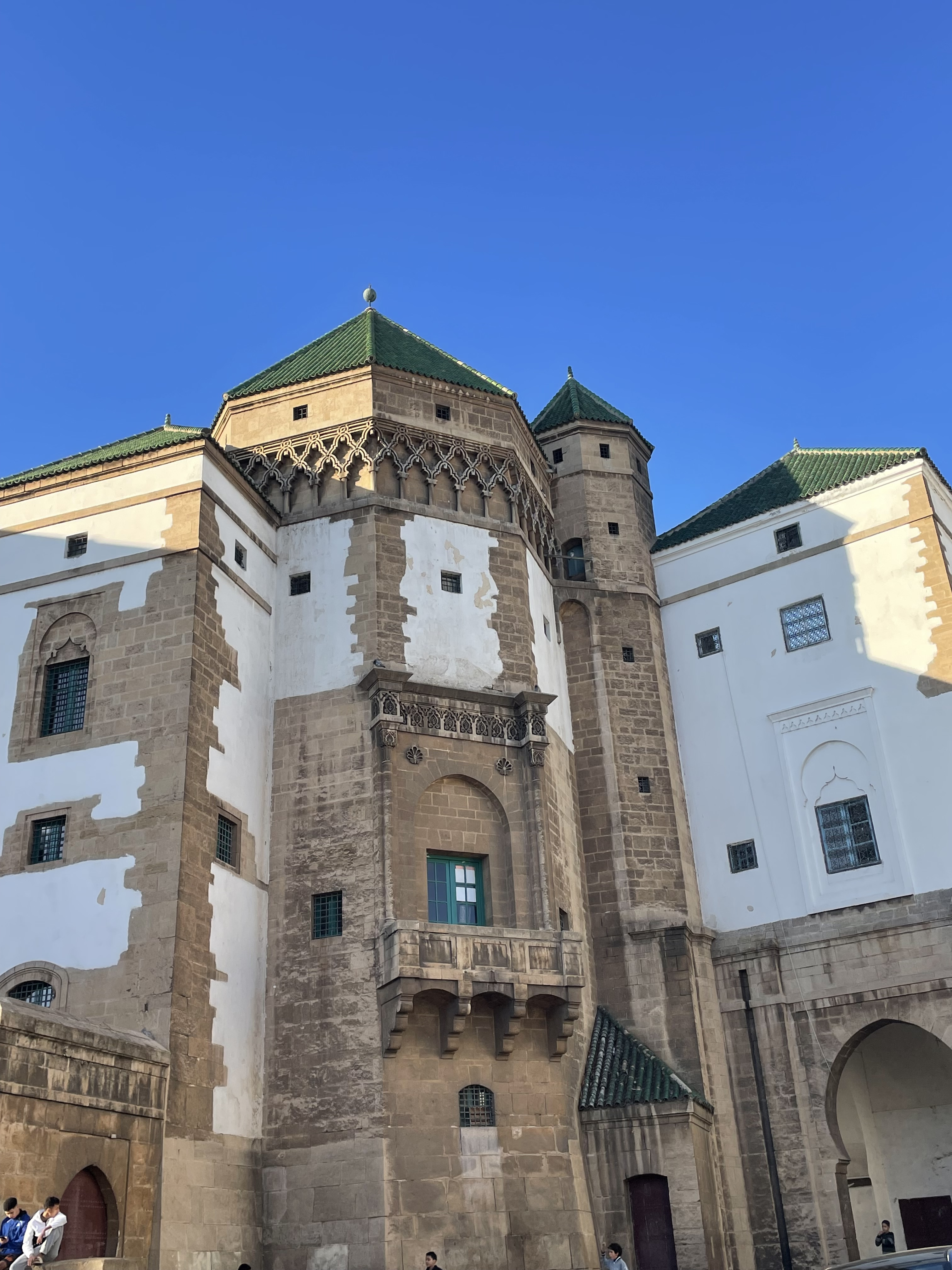
Habous (Casablanca)

Habous ou Habbous ou Les Habous,,,, est un quartier de Casablanca érigé entre 1918 et 1955 pour faire face à l'arrivée des nombreux migrants, qui affluaient des quatre coins du Maroc.

## Histoire
Le quartier de Habous se développe pendant le protectorat français, principalement des années 1920 aux années 1930 pour accueillir plusieurs familles de négociants en provenance de diverses régions du Maroc. Ce mouvement migratoire est provoqué par la politique du Maréchal Lyautey qui tient à séparer les zones de résidences des Européens et celles des Marocains.	 
Le nom « Habous » désigne l'assemblée religieuse traditionnelle qui organise l'attribution des logements au sein de la médina,.
Les plans du quartier sont conçus dès 1917 par Albert Laprade, adjoint de Henri Prost, puis par Auguste Cadet et Edmond Brion. Le quartier est construit sur un terrain donné par un certain Haïm Bendahan à l’administration des Habous.

## Urbanisme
Le quartier des Habous est un exemple unique de reconstruction d’une médina où, tout en respectant le style et les habitudes traditionnels, les architectes français, dont Henri Prost, se sont conformés aux règles de l’urbanisme moderne. Le quartier compte plusieurs monuments emblématiques réalisés avec le concours d'artisans et de maîtres marocains tel que le malam Mohamed Benomar, notamment la mosquée Al-Mohammedi, nommée au nom du Sultan Mohammed V, voulue pour être une des belles et des plus grandes mosquées du Maroc,,. Parmi les autres monuments connus la mosquée Moulay Youssef, le palais du Pacha, des hammams, etc.  
Ce quartier abrite aujourd'hui de nombreux artisans et notamment des libraires,.

## Galerie d'images

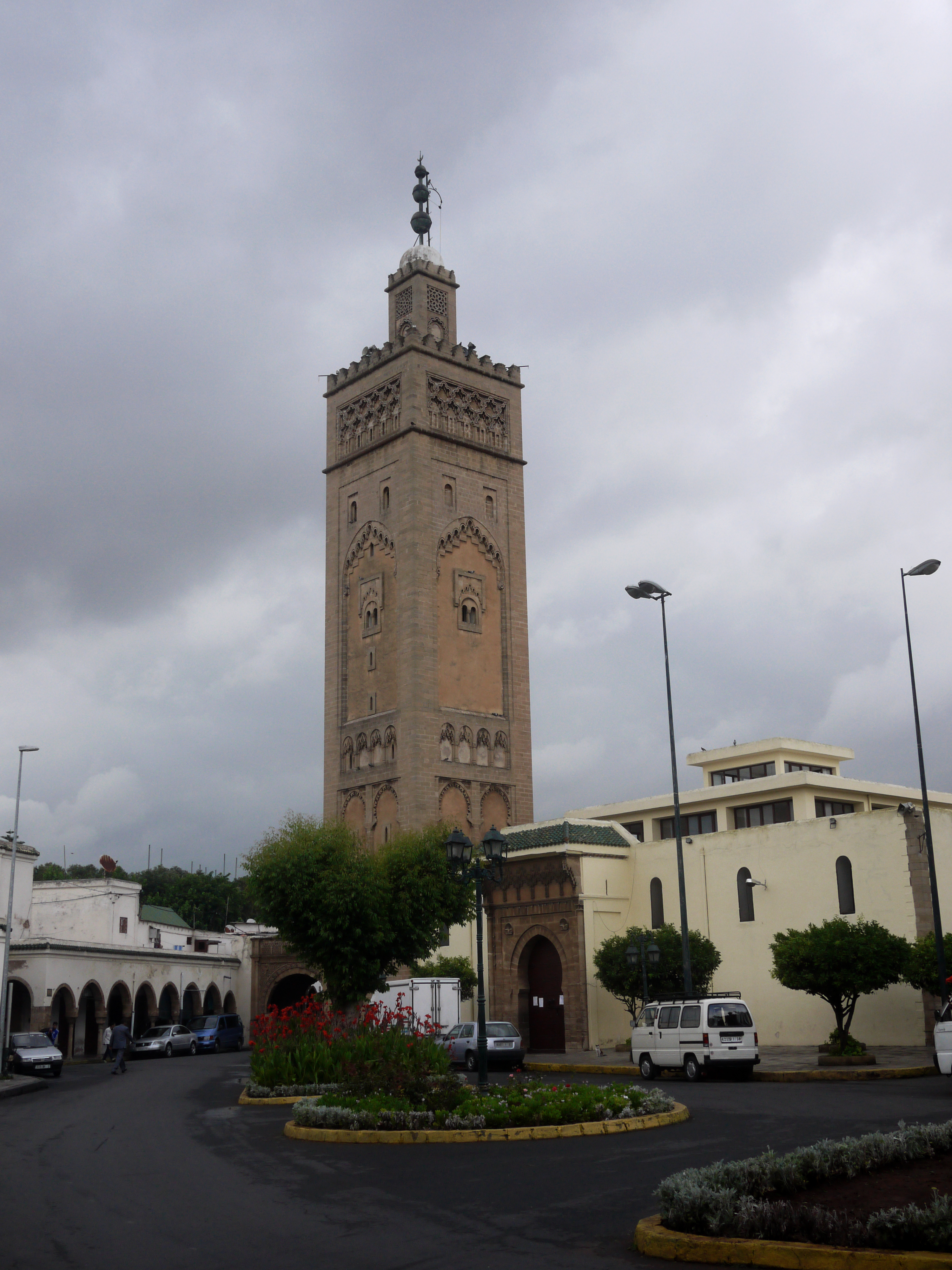
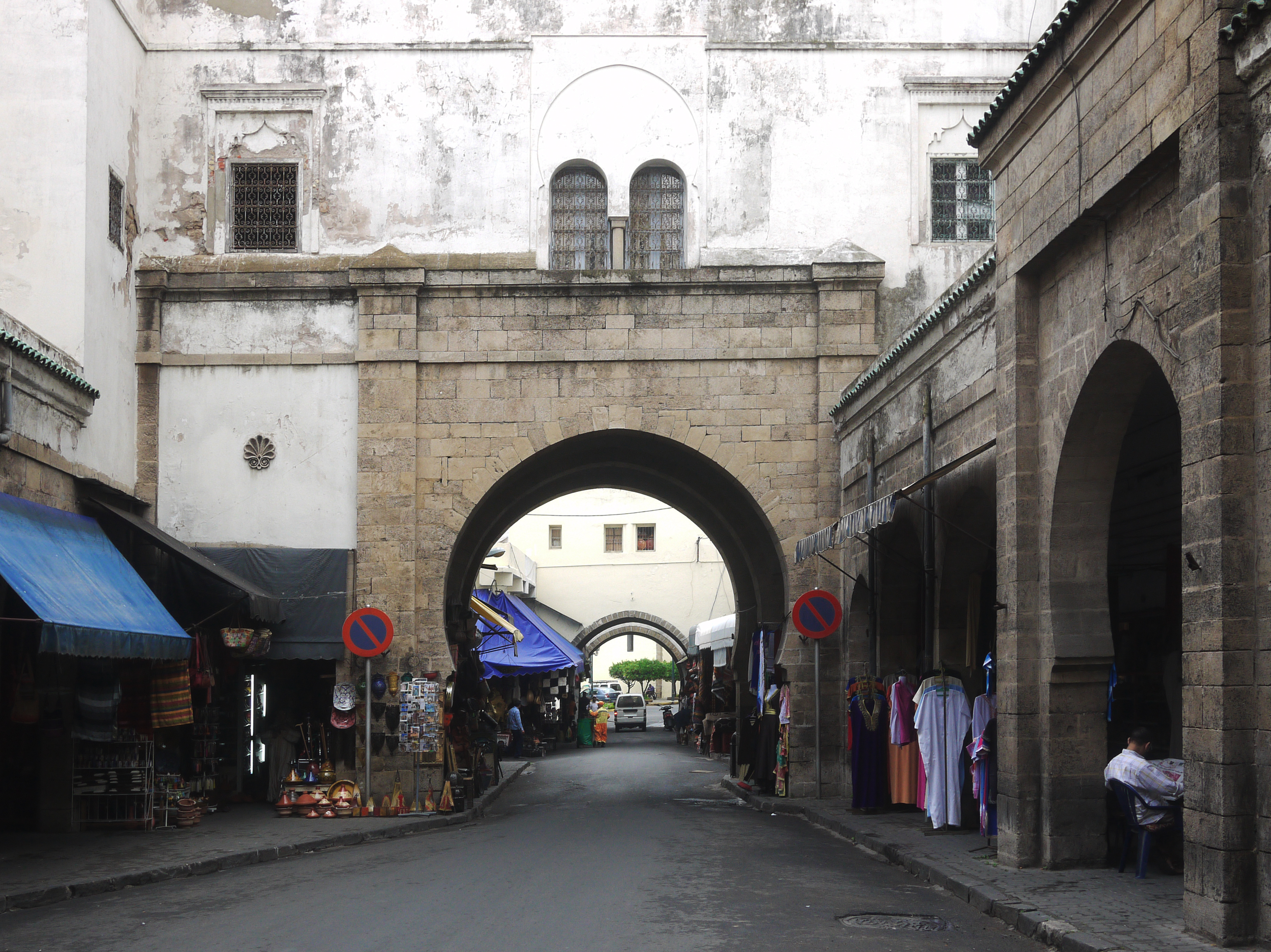
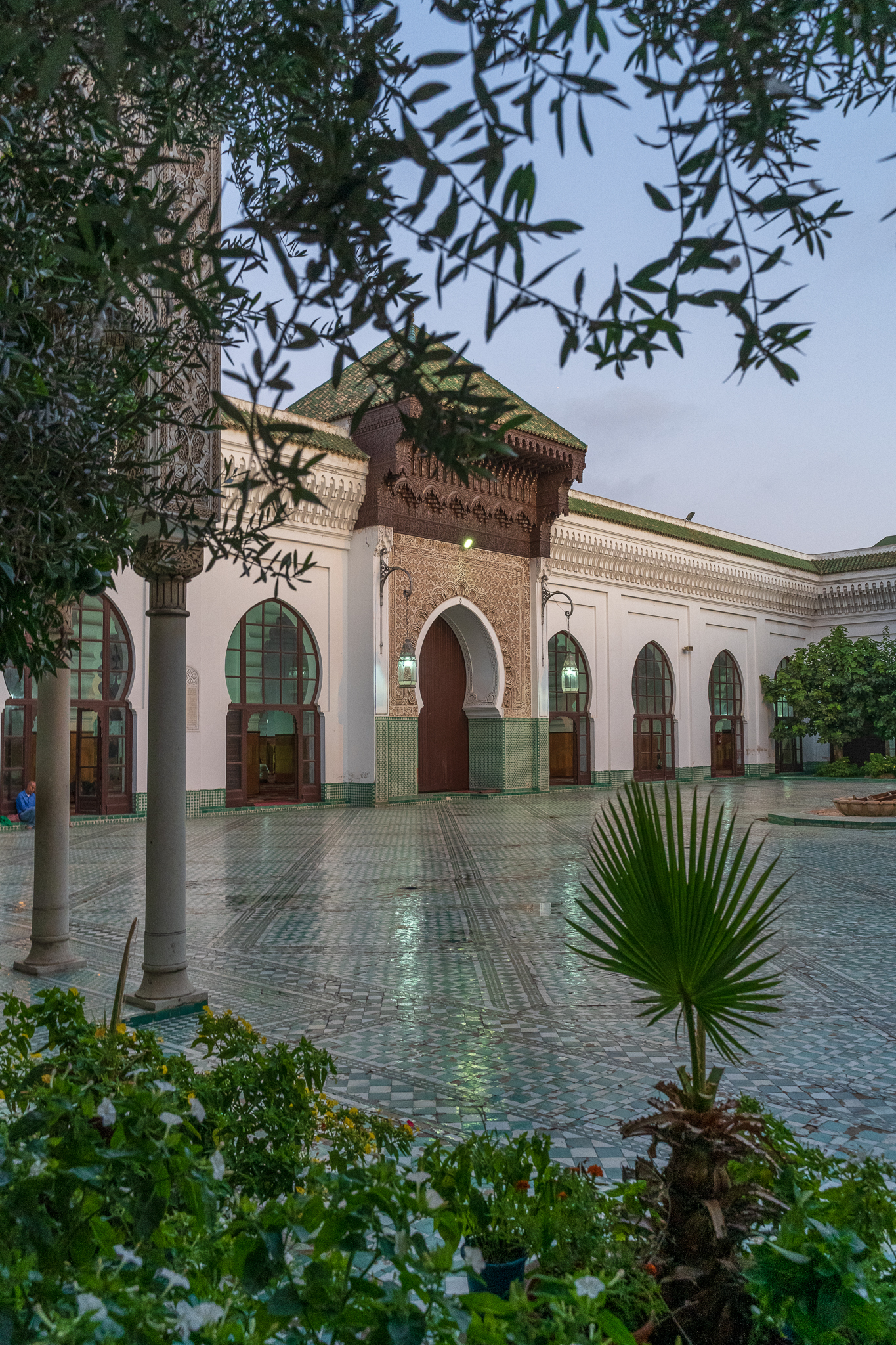
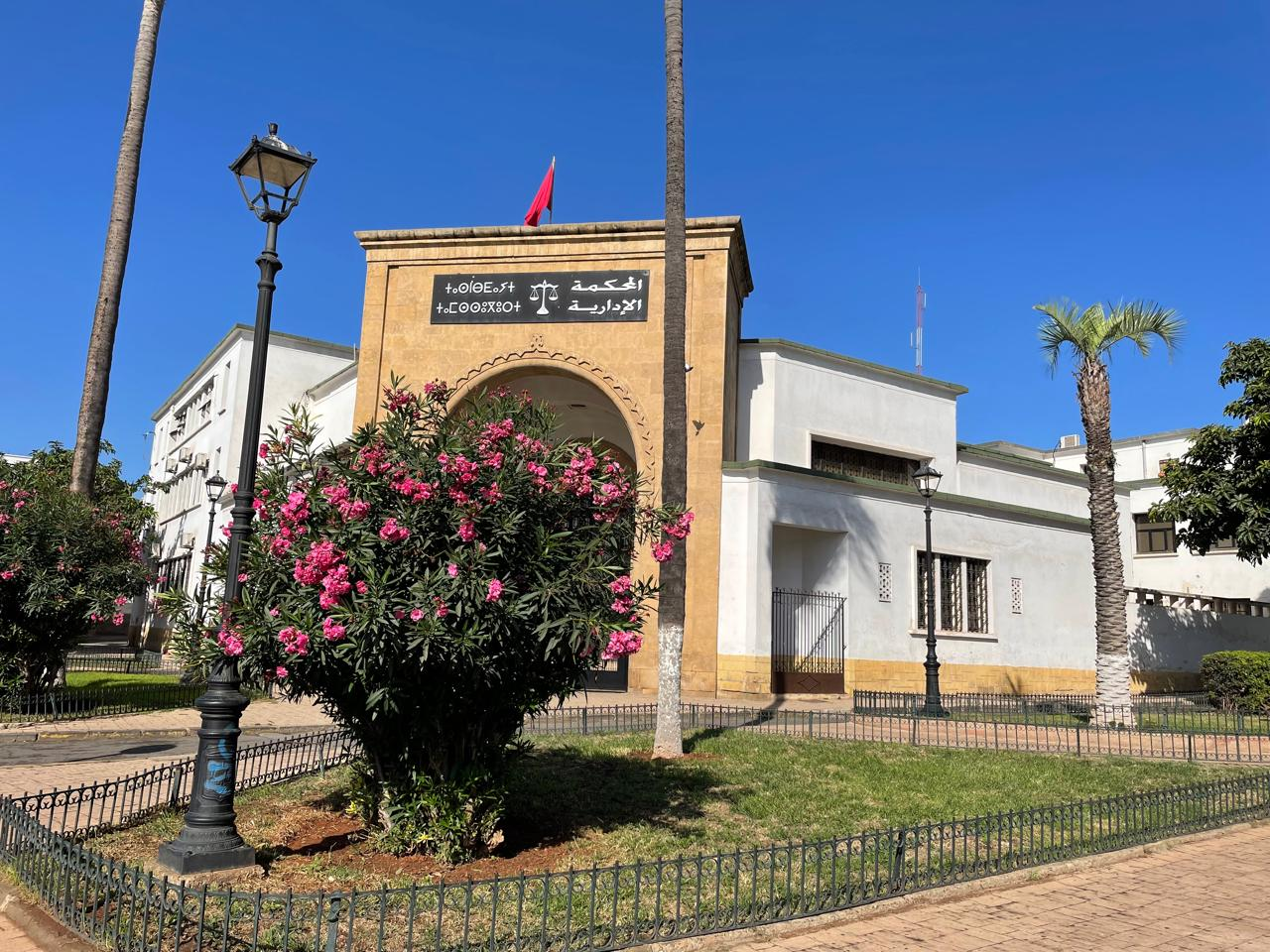